# جيوفاني أنييلي
جيوفاني أنييلي (13 أغسطس 1866 في فيلار بيروسا - 16 ديسمبر 1945 في تورينو) كان رجل أعمال إيطالي، وواحدا من الأعضاء الثمانية الذين أسسوا شركة فيات الإيطالية لصناعة السيارات.
كان جيوفاني أنييلي الابن الوحيد لإدواردو أنييلي. درس بين عامي 1884 و 1886 بالمدرسة العسكرية في مودينا لكنه تركها كملازم في سلاح الفرسان الإيطالي، بعد ذلك بوقت قصير تزوج سيارا بوسيلي. في 2 يناير 1892 ولد ابنه إدواردو أنييلي. في عام 11 يوليو عام 1899 أسس مع سبعة أشخاص آخرين شركة فيات لصناعة السيارات وأصبح المدير التنفيذي للشركة عام 1900، ثم رئيسها بين عامي 1920 و 1943.
أصبح عضوا في مجلس الشيوخ مدى الحياة عام 1923. حصل جيوفاني على العديد من الجوائز.

## روابط خارجية
- جيوفاني أنييلي على موقع الموسوعة البريطانية (الإنجليزية)
- جيوفاني أنييلي على موقع إن إن دي بي (الإنجليزية)